# Kippah

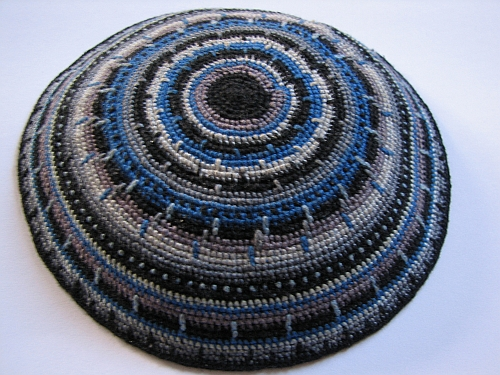
Una kippah

La kippah (in italiano anche chippà o kippà; in ebraico כיפה‎?, plurale kippot; in yiddish יאַרמולקע o יארמלקע‎?, yarmulke, plurale yarmulkes) è il copricapo circolare usato correntemente dagli Ebrei maschi obbligatoriamente nei luoghi di culto. Anche se i più religiosi lo indossano durante la vita quotidiana, è uso degli ebrei osservanti coprire comunque il capo in segno di rispetto verso Dio, e a tale scopo un qualsiasi copricapo sarebbe adatto.
Tra gli ebrei riformati e conservatori anche le donne si coprono la testa, ma non indossano una kippah.

## Origini e Legge ebraica
Esiste un ampio dibattito tra le autorità halakhiche se indossare una kippah sia richiesto dalla legge ebraica. Tale legge ebraica impone che un uomo si deve coprire il capo durante la preghiera. In origine, per gli uomini ebrei ortodossi, indossare un copricapo fuori della sinagoga era solo un'usanza.
Attualmente, secondo alcune autorità halakhiche ha assunto "la forza di legge" perché è un atto di Qiddush haShem (precetto di santificazione del Nome). L'autorità David Segal HaLevi del XVII secolo affermava che il motivo era per distinguere gli ebrei dai non-ebrei, soprattutto mentre si pregava.
Il Talmud afferma: "Copriti la testa in modo che il timore del cielo sia su di te". Rabbi Hunah Rabbi Joshua non camminava mai oltre i 2 metri a capo scoperto, spiegando: "Poiché la Presenza Divina è sempre sopra la mia testa". Secondo lo Shulchan Arukh, si consiglia fortemente agli uomini ebrei di coprirsi il capo, e quindi di non camminare mai a capo scoperto oltre i 2 metri. Coprirsi la testa, indossando ad esempio una kippah, è descritto come "onorare Dio". La Mishnah Berurah modifica questa sentenza, aggiungendo che gli Acharonim avevano stabilito come obbligo l'indossare un copricapo, anche quando si cammina meno di due metri, e anche quando si sta fermi in piedi, dentro o fuori. In molte comunità, anche i ragazzi sono incoraggiati ad indossare una kippah fin dalla giovane età, al fine di inculcare l'abitudine.
Il Talmud riporta il seguente aneddoto:
(Kiddushin 29b)
Il Tanakh (Bibbia ebraica) indica che coprirsi la testa fosse un segno di lutto: 
L'argomentazione della kippah ha due versioni. Il Gaon di Vilna dice che uno può recitare una berakhah (benedizione) senza kippah, poiché portare la kippah è solo un midos chassidus ("attributo esemplare"). Recentemente c'è stata una forte tendenza a sopprimere le fonti antiche che accettavano questa mitigazione della tradizione, tra cui l'omissione di responsa che non sostenevano l'uso della kippah in libri recenti.

### Usi moderni
Secondo l'halakhista conservatore Rabbi Isaac Klein (1905–1979), nella sua Guida alla pratica religiosa ebraica, l'ebreo conservatore devoto deve coprirsi il capo quando si trova in sinagoga, durante la preghiera o lo studio sacro, quando svolge atti rituali e quando mangia. A metà del XIX secolo, gli ebrei riformati guidati da Isaac Mayer Wise (1819-1900) rifiutarono completamente le kippot dopo una disputa in cui la kippah di Rabbi Wise gli fu violentemente sbattuta via dalla testa.

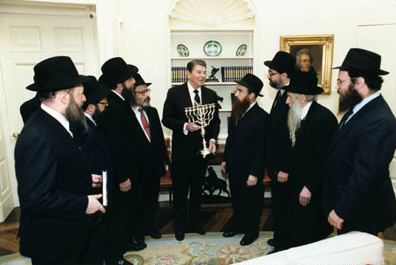
Il Presidente Ronald Reagan chiede spiegazioni sulla kippah mentre riceve una menorah da Rabbi Abraham Shemtov e delegazione Chabad, Casa Bianca 1984.

Nel 1984, il rabbino Chabad Abraham Shemtov condusse una delegazione di rabbini in visita alla Casa Bianca quale parte degli "Amici Americani di Lubavitch" e donò al Presidente una menorah. Il gruppo ha raccontato di essere rimasto sorpreso quando, sul momento di accomiatarsi, il Presidente li ha invece invitati a rimanere un po' di più, in modo che potesse raccontare loro la storia di un rabbino che serviva come cappellano nella Marina americana. Ha condiviso con loro la storia di Rabbi Arnold Resnicoff, la cui kippah (zucchetto) dovette esser gettata via dopo il bombardamento della caserma di Beirut nel 1983, perché era coperta di sangue dopo essere stata utilizzata per pulire i volti dei Marines feriti, e così un cappellano cattolico strappò un pezzo della sua uniforme mimetica e la diede al rabbino come un sostituto temporaneo della kippah. Il Presidente chiese quindi al gruppo di spiegargli la tradizione ebraica di coprirsi la testa, e Shemtov rispose: "Signor Presidente, la kippa per noi è un segno di riverenza". Un collega del gruppo, Rabbi Feller, continuò: "Abbiamo posto la kippa sul punto più alto del nostro essere - sulla nostra testa, il vascello del nostro intelletto - per ricordare a noi stessi e al mondo che esiste Qualcosa che è al di sopra dell'intelletto umano - la Sapienza Infinita di Dio."
A giugno del 2019, il Governo tedesco ha raccomandato la comunità ebraica di evitarne l'uso in pubblico, anche a seguito di un'escalation di violenza iniziato con attacchi di Berlino nel 2018 fino ad una militarizzazione delle sinagoghe e delle scuole ebraiche in Germania.

## Tipi e variazioni

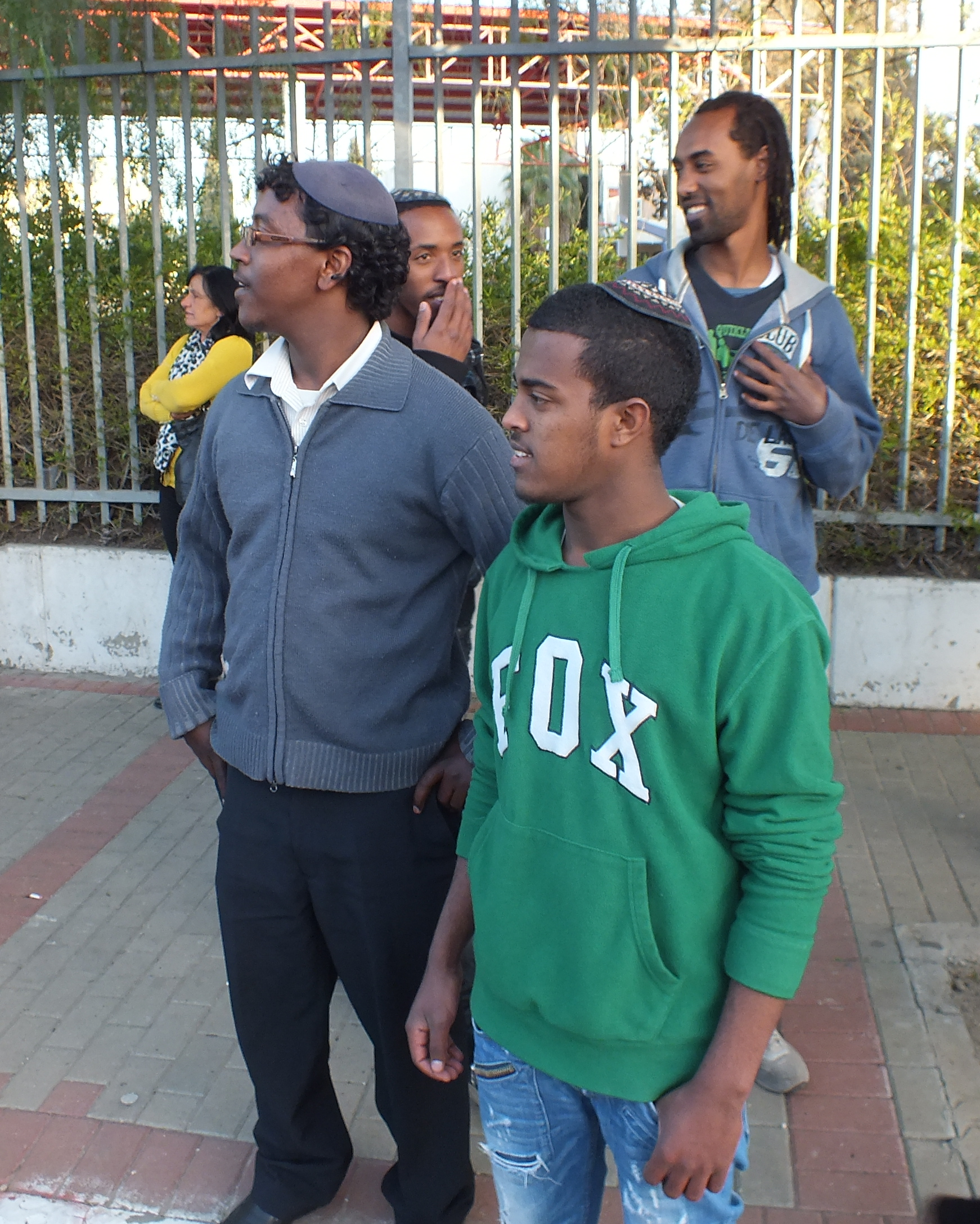
Giovani ebrei etiopi che indossano le kippot.

Nell'Europa medievale il copricapo distintivo ebraico era il cappello ebreo (noto anche come Judenhut in tedesco o, in latino, pilleus cornutus, "cappello cornuto"), un cappello a cono, spesso bianco o giallo, inizialmente portato di volontà propria per distinguersi, ma in seguito reso obbligatorio in certe località da Stati cristiani per motivi discriminatori. Negli Stati Uniti del XIX secolo i rabbini spesso indossavano il berretto accademico o lo zucchetto cinese. Altri ebrei di questo periodo indossavano kippot neri a forma di scatola.
Spesso il colore e la stoffa della kippah può indicare aderenza ad uno specifico movimento religioso ebraico. Kippot ad uncinetto o di maglia intrecciata, soprattutto o quasi solamente con fantasie a righe colorate, chiamate kippot serugot, vengono portate da sionisti religiosi e ortodossi moderni, che indossano anche kippot scamosciati o di pelle. Membri di gruppi Haredi di solito portano kippot di velluto o di stoffa. Comunque, più grande è la kippah e più tradizionalista è l'indossatore. In contrasto, più piccola è la kippah, più moderna e liberale è la persona.
Recentemente si osserva che alcune kippot vengono fatte coi colori di squadre sportive, specialmente di calcio. Negli Stati Uniti esistono kippot per bambini che raffigurano temi e personaggi di cartoni animati, ma alcune scuole ebraiche le hanno bandite perché non sono conformi ai valori tradizionali ebraici. I Samaritani una volta indossavano distintivi copricapi blu per separarsi dagli ebrei che indossavano copricapi bianchi, ma oggi indossano fez con turbanti simili a quelli degli ebrei sefarditi provenienti da Medio Oriente e Nord Africa.
| Immagine | Tipo                                    | Movimento |
| -------- | --------------------------------------- | --- |
|          | Fatto ad uncinetto con righe o fantasie | Sionismo religioso, Ortodosso moderno, Ebraismo conservativo, Ebraismo riformato                                      |
|          | Scamosciato                             | Ortodosso moderno, Ebraismo conservatore, Ebraismo riformato                                                          |
|          | Velluto nero                            | Studenti delle Yeshivah, Haredi                                                                                       |
|          | Seta                                    | Ebraismo conservatore, Ebraismo riformato                                                                             |
|          | Maglia a uncinetto, bianco              | Molti a Gerusalemme indossano una kippah bianca alta, fatta ad uncinetto, a volte con un pom-pom intrecciato in cima. |
|          | Ebrei di Bukhara                        | Popolare per ragazzi, e anche con gli ebrei riformati, femministi e liberali.                                         |
|          | Ebrei dello Yemen                       | Tipicamente di velluto nero con un bordo ricamato lungo l'orlo, di 1–2 cm. con motivi geometrici, floreali o altro.   |

## Copricapo nella cultura antica israelita
Gli Israeliti che appaiono sul bassorilievo in marmo di Sennacherib, indossano copricapi; sulla stele di Salmanassar, gli ambasciatori di Jehu hanno un copricapo e un abbigliamento israelita. Un passo di antica letteratura sembra particolarmente significativo: nei Libri dei Re I, 20:31 si citano gli חֲבָליִם (HE)  havalim, che sono posti intorno al capo. Ciò fa ricordare le immagini di siriani su monumenti dell'Antico Egitto, che vengono rappresentati con un laccio intorno ai lunghi capelli, usanza ancora osservata in Arabia. Comune era anche lo zucchetto di stoffa, anch'esso d'uso nell'Antico Egitto per coloro che appartenevano alle classi più elevate e si rasavano la testa, per evitare i pidocchi. Servivano inoltre per evitare irritazioni quando indossavano parrucche.
Gli Israeliti sembra portassero anche copricapi simili a quelli dei Beduini, ma non si conosce di che tipo. Che fossero forse in stile fellah può essere dedotto dall'uso del nome (HE)  צַנִיף tzanif (il verbo tzanaf significa "rotolare come una palla", Isaia 22:18) e dal verbo חַבָּש habash ("arrotolare", cfr. Ezechiele 16:10; Giona 2:6). Quanto alla forma di tali turbanti, non se ne conosce granché, e potrebbero essersi diversificati a seconda delle classi sociali. Ciò era d'uso per esempio con gli Assiri e i Babilonesi, la cui moda poteva aver influenzato quella degli Israeliti - specialmente durante la cattività babilonese. Nello Yemen, la fascia intorno al copricapo era chiamata (HE)  מַצַר matzar; quella indossata dalle donne si chiamava גַּרגוּש gargush.

## Proibizioni
Negli Stati Uniti d'America, i militari di religione ebraica possono indossare la kippah, ma non all'interno di edifici o simili (solo la polizia militare può tenere copricapi all'interno di costruzioni). Un'altra legge statunitense, permette a prigionieri nelle carceri di indossare le yarmulke in base a considerazioni specifiche degli ebrei ortodossi. Ma una clausola della stessa, approvata nel luglio 2009, proibisce agli insegnanti di indossare abbigliamento religioso in classi scolastiche pubbliche.
Nel marzo 2004, il governo francese ha proibito di indossare kippot, hijab e vistose croci cristiane in scuole elementari o medie in Francia.